# Hawbir Moustafa
Hawbir Moustafa (Sulaymaniyya, 24 settembre 1993) è un ex calciatore iracheno, di ruolo difensore.

## Carriera

### Club
Ha iniziato la carriera nel 2011 con la squadra olandese dell'MVV, militante nella seconda serie del campionato. Fino al 2017 ha militato con gli olandesi in seconda serie, collezionando complessivamente 105 presenze senza segnare alcuna rete. Nella stagione 2017-2018 viene girato in prestito ai belgi dell'Lierse Kempenzonen, con cui gioca appena 15 partite in tutta la stagione tra campionato e coppa nazionale. Tornato in Olanda, non trova spazio come nelle stagioni passate e in due stagione mette insieme appena 20 presenze. Nella stagione 2019-2020 viene ingaggiato dallo Spouwen-Mopertingen, club di quarta divisione belga, con i quali colleziona otto presenze. Rimane svincolato al termine della stagione.

### Nazionale
Ha esordito con la nazionale maggiore irachena il 10 ottobre 2014 nell'amichevole Yemen-Iraq (1-1).
Nel 2016 ha preso parte con la nazionale olimpica ai Giochi olimpici in Brasile.

## Statistiche

### Presenze e reti nei club
Statistiche aggiornate al 1º luglio 2020.
| Stagione        | Squadra             | Campionato      | Campionato | Campionato | Coppe nazionali | Coppe nazionali | Coppe nazionali | Coppe continentali | Coppe continentali | Coppe continentali | Altre coppe | Altre coppe | Altre coppe | Totale | Totale |
| Stagione        | Squadra             | Comp            | Pres       | Reti       | Comp            | Pres            | Reti            | Comp               | Pres               | Reti               | Comp        | Pres        | Reti        | Pres   | Reti   |
| --------------- | ------------------- | --------------- | ---------- | ---------- | --------------- | --------------- | --------------- | ------------------ | ------------------ | ------------------ | ----------- | ----------- | ----------- | ------ | ------ |
| 2011-2012       | MVV                 | 1D              | 10         | 0          | CO              | 0               | 0               | -                  | -                  | -                  | -           | -           | -           | 10     | 0      |
| 2012-2013       | MVV                 | 1D              | 5          | 0          | CO              | 0               | 0               | -                  | -                  | -                  | -           | -           | -           | 5      | 0      |
| 2013-2014       | MVV                 | 1D              | 6          | 0          | CO              | 0               | 0               | -                  | -                  | -                  | -           | -           | -           | 6      | 0      |
| 2014-2015       | MVV                 | 1D              | 35         | 0          | CO              | 1               | 0               | -                  | -                  | -                  | -           | -           | -           | 36     | 0      |
| 2015-2016       | MVV                 | 1D              | 40         | 0          | CO              | 1               | 0               | -                  | -                  | -                  | -           | -           | -           | 41     | 0      |
| 2016-2017       | MVV                 | 1D              | 9          | 0          | CO              | 1               | 0               | -                  | -                  | -                  | -           | -           | -           | 10     | 0      |
| sett.-dic. 2017 | Lierse Kempenzonen  | D1B             | 14         | 0          | CB              | 1               | 0               | -                  | -                  | -                  | -           | -           | -           | 15     | 0      |
| gen.-giu. 2018  | MVV                 | 1D              | 7          | 0          | CO              | -               | -               | -                  | -                  | -                  | -           | -           | -           | 7      | 0      |
| 2018-2019       | MVV                 | 1D              | 13         | 0          | CO              | 1               | 0               | -                  | -                  | -                  | -           | -           | -           | 14     | 0      |
| Totale MVV      | Totale MVV          | Totale MVV      | 125        | 0          |                 | 4               | 0               |                    | -                  | -                  |             | -           | -           | 129    | 0      |
| 2019-2020       | Spouwen-Mopertingen | D1A             | 8          | 0          | CB              | -               | -               | -                  | -                  | -                  | -           | -           | -           | 8      | 0      |
| Totale carriera | Totale carriera     | Totale carriera | 147        | 0          |                 | 5               | 0               |                    | -                  | -                  |             | -           | -           | 152    | 0      |

### Cronologia presenze e reti in nazionale
| Cronologia completa delle presenze e delle reti in nazionale ― Iraq | Cronologia completa delle presenze e delle reti in nazionale ― Iraq | Cronologia completa delle presenze e delle reti in nazionale ― Iraq | Cronologia completa delle presenze e delle reti in nazionale ― Iraq | Cronologia completa delle presenze e delle reti in nazionale ― Iraq | Cronologia completa delle presenze e delle reti in nazionale ― Iraq | Cronologia completa delle presenze e delle reti in nazionale ― Iraq | Cronologia completa delle presenze e delle reti in nazionale ― Iraq |
| Data                                                                | Città                                                               | In casa                                                             | Risultato                                                           | Ospiti                                                              | Competizione                                                        | Reti                                                                | Note                                                                |
| ------------------------------------------------------------------- | ------------------------------------------------------------------- | ------------------------------------------------------------------- | ------------------------------------------------------------------- | ------------------------------------------------------------------- | ------------------------------------------------------------------- | ------------------------------------------------------------------- | ------------------------------------------------------------------- |
| 10-10-2014                                                          | Manama                                                              | Yemen                                                               | 1 – 1                                                               | Iraq                                                                | Amichevole                                                          | -                                                                   | 55’                                                                 |
| Totale                                                              |                                                                     | Presenze                                                            | 1                                                                   |                                                                     | Reti                                                                | 0                                                                   |                                                                     |